# Zhong Kang
Zhong Kang (kineski 仲康) bio je četvrti kralj Kine iz dinastije Xije. Njegov je otac bio kralj Qi, preko kojeg je bio unuk Yua Velikog i Nu Jiao.
Nakon smrti brata Tai Kanga, Zhong je zavladao. Njegov je glavni grad bio Zhenxun.
Tijekom njegove je vladavine došlo do jedne pomrčine Sunca. Astronomi nisu uspjeli predvidjeti događaj i izbila je panika.
Zhong je umro u sedmoj godini vladavine i naslijedio ga je sin Xiang.